# 西禅寺 (福州市)
西禅寺（さいぜんじ）は、中華人民共和国福建省福州市鼓楼区怡山にある仏教寺院。

## 歴史
唐の咸通8年（867年）に建立された。当初は清禅寺と呼ばれる。
後唐の長興4年（933年）、「長慶寺」と改称。
元の至正9年（1349年）は寺院を重修した。
明の正統2年（1437年）、定心が伽藍を整備した。崇禎10年（1637年）、明梁は寺院を修復した。
清の光緒年間、微妙は寺院を修復しており、大雄宝殿・法堂・天王殿は微妙によって建立された。その後、日中戦争で壊された。
1949年より後、地元政府は寺院を修復する。文化大革命の初め、仏像・法器は徹底的な破壊に遭い、法師は迫害に遭って、僧侶はしかたなく還俗した。1992年、福州市人民政府は仏寺を福州市文物保護単位に認定した。1983年、中華人民共和国国務院は仏寺を漢族地区仏教全国重点寺院に認定した。

## 伽藍
山門、天王殿、鐘楼、鼓楼、大雄宝殿、蔵経閣、放生池